# Rifle Sharps

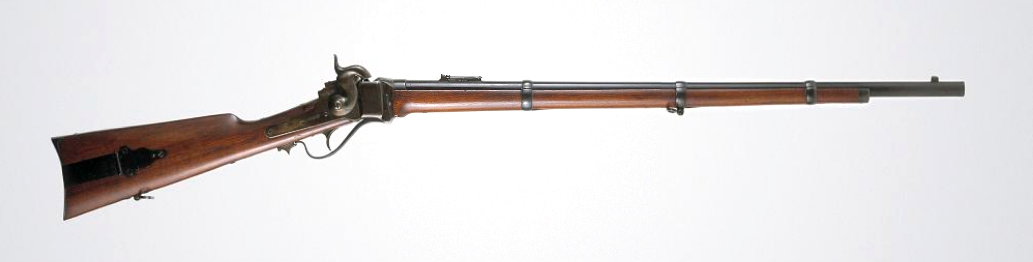
Um Rifle Sharps Model 1859.

Rifle Sharps é uma desginação genérica para uma série de rifles de tiro único e grosso calibre. Os rifles Sharps foram reconhecidos pela precisão a longo alcance. Em 1874, o rifle estava disponível em uma variedade de calibres e havia sido adotado pelos exércitos de várias nações. Esse foi um dos poucos projetos bem-sucedidos de transição para uso de cartuchos metálicos.
Os rifles Sharps se tornaram ícones do Velho Oeste americano devido a sua aparição em muitos filmes e livros do gênero Western. Talvez como resultado, várias empresas fabricantes de armas, oferecem atualmente reproduções do Rifle Sharps.

## Histórico

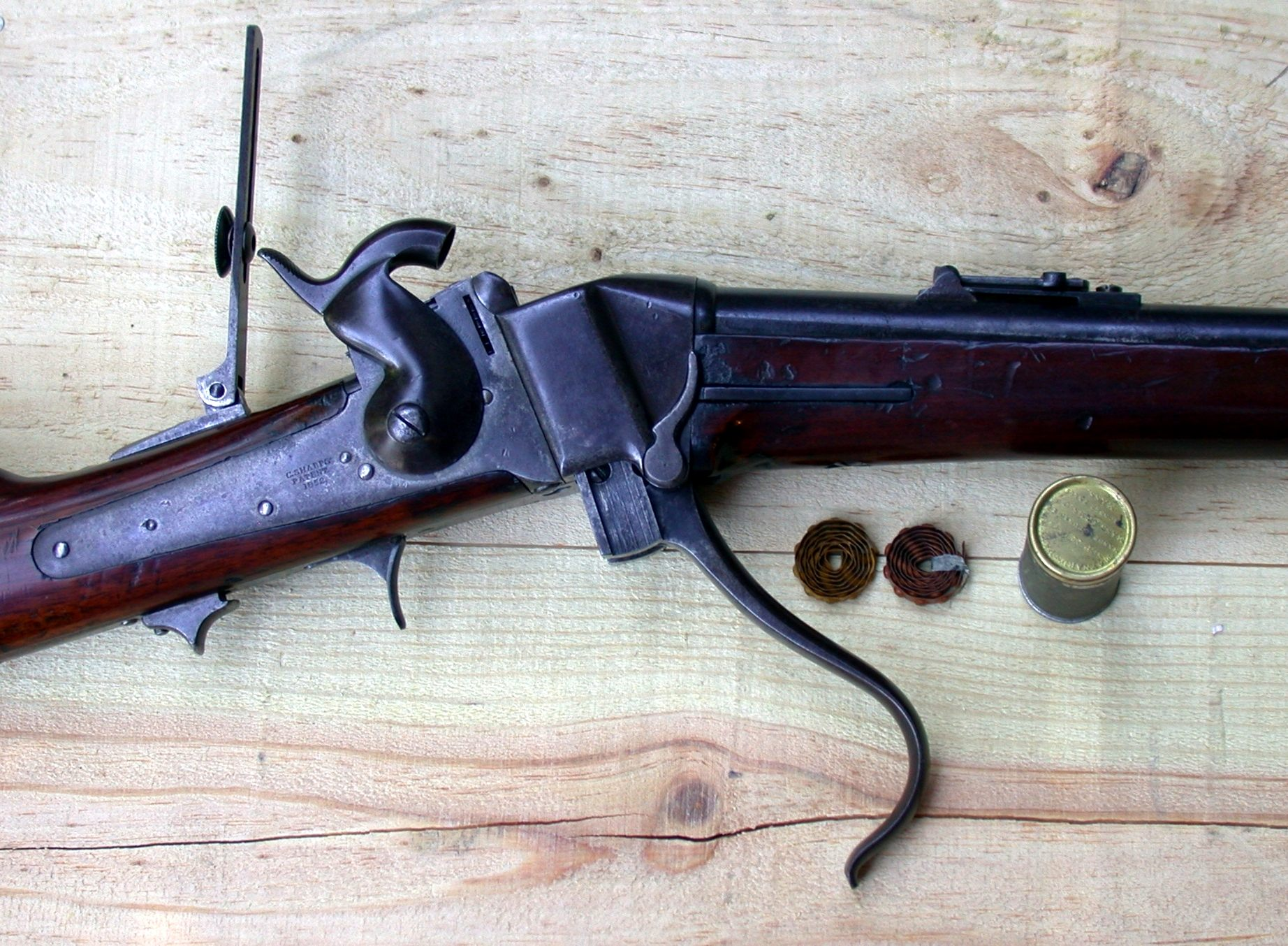
Um Rifle Sharps Model 1852 aberto para carregamento e duas fitas de espoleta.

A história dos rifles Sharps teve início com um desenho de Christian Sharps, patenteado em 12 de Setembro de 1848, entrando em produção na A. S. Nippes de Mill Creek, Filadélfia em 1850 e depois de vários modelos e muitas unidades fabricadas, teve a produção interrompida em 1881. 
O segundo modelo, lançado em 1851, usava a espoleta de fita Maynard, e era produzido pela Robbins & Lawrence Company em Windsor, Vermont, onde o Model 1851 foi desenvolvido para produção em massa. Rollin White, da R&L Co., inventou o bloco da culatra e o dispositivo de auto engatilhar para o modelo 1851, chamado de "box-lock". Essa iniciativa é conhecida como "Primeiro Contrato", que era para 10.000 carabinas do modelo 1851 - das quais aproximadamente 1.650 foram produzidos pela R&L em Windsor.
Ainda em 1851, o "Segundo Contrato" foi feito para 15.000 rifles e a Sharps Rifle Manufacturing Company foi criada como uma holding com capital de US $ 1.000 tendo John C. Palmer como presidente, Christian Sharps como engenheiro e Richard S. Lawrence como mestre armeiro e superintendente de produção. Christian Sharps receberia royalties de US $ 1 por arma produzida e a fábrica foi construída na propriedade da R&L Co. em Hartford, Connecticut.
O Model 1851 foi seguido pelo Model 1853. Christian Sharps deixou a empresa em 1855 para formar sua própria empresa, a "C. Sharps & Company" na Filadélfia; Richard S. Lawrence continuou como o principal armeiro até 1872 e desenvolveu os vários modelos Sharps e suas melhorias que tornaram o rifle famoso. Em 1874, a empresa foi reorganizada e rebatizada como "The Sharps Rifle Company" e permanecendo em Hartford até 1876, quando se mudou para Bridgeport, Connecticut.

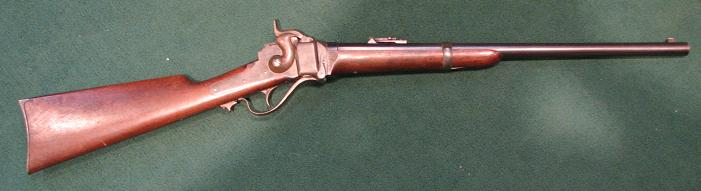
Uma Carabina Sharps Model 1863 no calibre .50-70.

O rifle Sharps desempenharia um papel proeminente no conflito conhecido como "Bleeding Kansas" ("Kansas sangrando") durante a década de 1850, particularmente nas mãos das forças anti-escravidão. Os rifles Sharps fornecidos às facções anti-escravidão ganharam o apelido de "Beecher's Bibles" ("Bíblias de Beecher"), em homenagem ao famoso abolicionista Henry Ward Beecher.
O Sharps Model 1874 foi um rifle particularmente popular que levou à introdução de vários derivados em rápida sucessão. Ele suportava um grande número de cartuchos de calibre .40 a .50 em uma variedade de cargas e comprimentos de cano.
Hugo Borchardt projetou o Sharps-Borchardt Model 1878, o último rifle fabricado pela Sharps Rifle Co. antes de seu fechamento em 1881.
Reproduções dos cartuchos de papel, dos rifles e carabinas Sharps M1859 e M1863, do rifle de cartucho metálico M1874 e do Sharps-Borchardt Model 1878 estão sendo fabricadas hoje. Elas são usadas em encanações da Guerra Civil, na caça e no tiro ao alvo.